# Искра (футбольный клуб, Ереван)
«Искра» — советский футбольный клуб из Еревана. Основан не позднее 1987 года.

## История
Выиграв в 1987 году Кубок Армянской ССР, команда получила возможность в следующем году выступить во второй лиге первенства СССР. Играющим главным тренером был Хорен Оганесян. Команда заняла 19-е место среди 20 команд в зоне 3. В следующем году Оганесян возглавил команду «Прометей», которая заменила «Искру» в первенстве второй лиги.

## Достижения
- В первенстве СССР — 19-е место в зональном турнире второй лиги: 1988
- Обладатель Кубка Армянской ССР: 1987